# جون إميل
جون إميل (بالإنجليزية: Jon Amiel)‏ مخرج أفلام أمريكي ولد في 20 أيار عام 1948 وكان يعمل في مجال الأفلام والتلفاز منذ بداية عام 1980 في الولايات المتحدة بالإضافة إلى المملكة المتحدة.

## سيرته الذاتية
ولد إميل في لندن. تخرج من جامعة كامبردج حاملاً شهادة الأدب الإنجليزي وشارك بعدها في المسرح المحلي. بعد التخرج من الجامعة شارك أيضاً في شركة شكسبير الملكية (بالإنجليزية: Royal Shakespeare Company)
وبعدما عمل ككاتب للقصص في البي بي سي، حيث قام بإخراج الفلم الوثائقي التوأم جون وجينفر غيبنز وتم اختياره ليخرج مسلسل The Singing Detective من تأليف دينس بوتر.  

## وصلات خارجية
- جون إميل على موقع IMDb (الإنجليزية)
- جون إميل على موقع مونزينجر (الألمانية)
- جون إميل على موقع ألو سيني (الفرنسية)
- جون إميل على موقع أول موفي (الإنجليزية)
- جون إميل على موقع قاعدة بيانات الأفلام السويدية (السويدية)
- جون إميل على موقع إن إن دي بي (الإنجليزية)
- جون إميل على موقع قاعدة بيانات الفيلم (الإنجليزية)
- جون إميل على موقع كينوبويسك (الروسية)